# Mark Renshaw
Mark Damien Renshaw (Bathurst, 22 oktober 1982) is een Australisch voormalig weg- en baanwielrenner.
Renshaws specialiteit was sprinten. Bij HTC-Highroad vervulde hij een belangrijke rol als sprintaantrekker voor Mark Cavendish. Daarnaast was hij in kleinere ronden vaak wel de kopman, waardoor hij enkele overwinningen heeft kunnen boeken in de Tour Down Under, de Ronde van Denemarken en de Ronde van Qatar.
Na de elfde etappe van de Ronde van Frankrijk 2010 werd Renshaw uit de wedstrijd genomen na een aanvaring met de Nieuw-Zeelands wielrenner Julian Dean van Garmin. Renshaw gaf meerdere kopstoten aan Dean nadat deze hem probeerde naar links te doen uitwijken. Hierna hinderde Renshaw Deans ploegmaat, Tyler Farrar, waardoor deze geen enkele kans meer maakte op de ritzege.
Na het opheffen van HTC-Highroad reed Renshaw in 2012 voor Rabobank en in 2013 voor de opvolger daarvan, Belkin. Hij werd er uitgespeeld als afwerker in massasprints, maar won minder dan verhoopt. In 2014 vertrok hij naar Etixx-Quick Step, waar werd herenigd met Mark Cavendish. In 2016 volgde hij Cavendish naar Team Dimension Data, waar hij in 2019 zijn carrière beëindigde.

## Baanwielrennen

### Palmares
| Jaar     | AK                                         | OK       | WK               | Overig                                                        |
| Junioren | Junioren                                   | Junioren | Junioren         | Junioren                                                      |
| -------- | ------------------------------------------ | -------- | ---------------- | ------------------------------------------------------------- |
| 1999     | Teamsprint, Ploegenachtervolging           |          | Teamsprint       |                                                               |
| 2000     | Teamsprint, Ploegenachtervolging, Scratch  |          | Teamsprint, 1 km |                                                               |
| Elite    |                                            |          |                  |                                                               |
| 2001     | Puntenkoers, Scratch, 1 km, Ploegkoers     |          |                  | WB Eindklassement: 1 km                                       |
| 2002     | Ploegenachtervolging, Puntenkoers, Scratch |          |                  | WB Sydney: Puntenkoers Gemenebestspelen: Ploegenachtervolging |
| 2003     | Ploegkoers                                 |          |                  | WB Kaapstad: Puntenkoers                                      |
| 2004     |                                            |          |                  | WB Manchester: Scratch                                        |

## Wegwielrennen

### Overwinningen
2006
5e etappe Jayco Bay Cycling Classic
3e etappe Ronde van de Middellandse Zee (ploegentijdrit)
Tro Bro Léon
2007
2e etappe Jayco Bay Cycling Classic
Eindklassement Jayco Bay Cycling Classic
Down Under Classic
2e etappe Ronde van Picardië
2008
3e etappe Jayco Bay Cycling Classic
Eindklassement Jayco Bay Cycling Classic
1e etappe Tour Down Under
2e etappe Circuit Franco-Belge
2009
1e etappe Ronde van Italië (ploegentijdrit)
2010
4e etappe Ronde van Denemarken
2011
4e etappe Ronde van Qatar
Eindklassement Ronde van Qatar
1e etappe Ronde van Italië (ploegentijdrit)
5e etappe Ronde van Groot-Brittannië
2012
4e etappe Ronde van Turkije
2013
Clásica de Almería
1e etappe Eneco Tour
2014
1e etappe Tirreno-Adriatico (ploegentijdrit)
2e etappe Ronde van Groot-Brittannië

## Resultaten in voornaamste wedstrijden
| Jaar | Ronde van Italië | Ronde van Frankrijk | Ronde van Spanje |
| ---- | ---------------- | ------------------- | ---------------- |
| 2004 |                  |                     |                  |
| 2005 | 144e             |                     |                  |
| 2006 |                  |                     | opgave           |
| 2007 |                  |                     | 144e             |
| 2008 |                  | opgave              |                  |
| 2009 | opgave           | 147e                |                  |
| 2010 |                  | uitgesloten         |                  |
| 2011 | buiten tijd      | 162e                |                  |
| 2012 | opgave           | opgave              |                  |
| 2013 |                  |                     |                  |
| 2014 |                  | 142e                |                  |
| 2015 |                  | opgave              |                  |
| 2016 |                  | opgave              |                  |
| 2017 |                  | buiten tijd         |                  |
| 2018 |                  | buiten tijd         |                  |
| 2019 | opgave           |                     |                  |

| Jaar | Milaan-San Remo | Gent-Wevelgem | Ronde van Vlaanderen | Parijs-Roubaix | Parijs-Tours | Cyclassics Hamburg | Parijs-Brussel |  | WK op de weg |  | Wereldranglijsten |
| ---- | --------------- | ------------- | -------------------- | -------------- | ------------ | ------------------ | -------------- |  | ------------ |  | ----------------- |
| 2004 | 166e            |               |                      |                |              |                    |                |  |              |  |                   |
| 2005 | 121e            |               |                      |                |              |                    |                |  |              |  |                   |
| 2006 | 113e            | 71e           | 65e                  |                | 61e          | 57e                |                |  |              |  |                   |
| 2007 |                 |               |                      |                | 87e          |                    |                |  |              |  | 177e (UPT)        |
| 2008 |                 |               | opgave               | opgave         | 13e          | ↑                  |                |  |              |  | 33e (UPT)         |
| 2009 | 96e             | 45e           | opgave               |                |              |                    |                |  |              |  | 145e (UWK)        |
| 2010 |                 |               |                      |                |              |                    |                |  |              |  | 168e (UWK)        |
| 2011 | 113e            | opgave        |                      |                |              | 111e               |                |  |              |  | 206e (UWT)        |
| 2012 | 21e             | 123e          |                      |                |              | 6e                 | Zilver         |  |              |  | 103e (UWT)        |
| 2013 | 54e             | opgave        |                      |                |              |                    |                |  |              |  | 134e (UWT)        |
| 2014 | opgave          |               |                      |                |              | 50e                |                |  |              |  | 110e (UWT)        |
| 2015 | 120e            |               |                      |                |              | 101e               |                |  |              |  |                   |
| 2016 | 139e            | opgave        | opgave               |                |              | 7e                 |                |  | opgave       |  | 117e (UWT)        |
| 2017 | 140e            | opgave        |                      |                |              | 67e                |                |  |              |  |                   |
| 2018 | opgave          |               |                      |                |              |                    |                |  |              |  |                   |
| 2019 |                 |               |                      |                |              |                    |                |  |              |  |                   |

## Ploegen
- 2003 –  Fdjeux.com (stagiair vanaf 1-8)
- 2004 –  Fdjeux.com
- 2005 –  Française des Jeux
- 2006 –  Crédit Agricole
- 2007 –  Crédit Agricole
- 2008 –  Crédit Agricole
- 2009 –  Team Columbia-HTC [a]
- 2010 –  Team HTC-Columbia
- 2011 –  HTC-Highroad
- 2012 –  Rabobank
- 2013 –  Belkin-Pro Cycling Team [b]
- 2014 –  Omega Pharma-Quick-Step Cycling Team
- 2015 –  Etixx-Quick Step
- 2016 –  Team Dimension Data
- 2017 –  Team Dimension Data
- 2018 –  Team Dimension Data
- 2019 –  Team Dimension Data

Wielerploegen van Mark Renshaw
Casar ·
Casper ·
Cooke ·
Da Cruz ·
Derepas ·
Durand ·
Eisel ·
Fritsch ·
Gilbert ·
Guesdon ·
Lhuiller ·
McGee ·
Mengin ·
Pichon ·
Robin ·
Roy ·
Sanchez ·
Vaugrenard ·
Vogondy ·
Wiggins ·
Wilson ·
Gérard (stagiair) ·
Renshaw (stagiair) ·
Vaillant (stagiair)
Bichot ·
Casar ·
Cooke ·
Da Cruz ·
Derepas ·
Eisel ·
Fritsch ·
Gilbert ·
Guesdon ·
Löfkvist ·
McGee ·
Mengin ·
Mourey ·
Renshaw ·
Robin ·
Roy ·
Sanchez ·
Vaugrenard ·
Vogondy ·
Wilson ·
Gérard (stagiair) ·
Humbert (stagiair) ·
Perche (stagiair) 
Auger ·
Bichot ·
Casar ·
Cooke ·
Da Cruz ·
Delage ·
Detilloux ·
Di Grégorio ·
Eisel ·
Finot ·
Gérard ·
Gilbert ·
Guesdon ·
Jégou ·
Löfkvist ·
McGee ·
McLeod ·
Mengin ·
Monnerais ·
Mourey ·
Renshaw ·
Roy ·
Sanchez ·
Vaugrenard ·
Veikkanen ·
Wilson ·
Drujon (stagiair) ·
Jeandesboz (stagiair) ·
Patanchon (stagiair) 
Bellotti ·
Bodrogi ·
Bonnet ·
Botsjarov ·
Caucchioli ·
Charteau ·
Dean ·
Edaleine ·
Engoulvent ·
Fofonov ·
Halgand ·
Hinault ·
Hivert ·
Hushovd ·
Kaggestad ·
Kirsipuu ·
Le Mével ·
Lemoine ·
Marino ·
Patour ·
Pauriol ·
Poilvet ·
Portal ·
Raisin ·
Renshaw ·
Talabardon ·
Vogondy ·
Fortin (stagiair) ·
Lhotellerie (stagiair) ·
Rolland (stagiair) 
Bellotti ·
Bodrogi ·
Bonnet ·
Botsjarov ·
Caucchioli ·
Charteau ·
Dean ·
Edaleine ·
Engoulvent ·
Fofonov ·
Furlan ·
Halgand ·
Hinault ·
Hivert ·
Hushovd ·
Kaggestad ·
Kern ·
Laurent ·
Le Mével ·
Lemoine ·
Marino ·
Pauriol ·
Poilvet ·
Raisin ·
Renshaw ·
Roche ·
Rolland ·
Talabardon ·
Bagot (stagiair) ·
Fournet-Fayard (stagiair) ·
Konovalovas (stagiair) 
Berthou ·
Bodrogi ·
Bonnet ·
Botsjarov ·
Caucchioli ·
Engoulvent ·
Fofonov (tot 31/07) ·
Furlan ·
Gerrans ·
Halgand ·
Hinault ·
Hivert ·
Hunt ·
Hushovd ·
Konovalovas ·
Kern ·
Le Mével ·
Lemoine ·
Marino ·
Méderel ·
Pauriol ·
Raisin ·
Rasch ·
Renshaw ·
Roche ·
Rolland ·
Simon ·
Talabardon ·
Bessy (stagiair) ·
Chopin (stagiair) ·
Šiškevičius (stagiair) 
Albasini ·
Barry ·
Boasson Hagen ·
Burghardt ·
Cavendish ·
Dockx ·
Eisel ·
Grabsch   ·
Greipel ·
Hansen ·
Henderson ·
Hincapie ·
Kirchen ·
Lewis ·
Löfkvist ·
Martin ·
Monfort ·
Pinotti ·
Possoni ·
Raboň ·
Renshaw ·
Reynés ·
Rogers ·
Sieberg ·
Siwtsow
Albasini ·
Bak ·
Cavendish ·
Dockx ·
Eisel ·
Ghyselinck ·
Goss ·
Grabsch ·
Greipel ·
Gretsch ·
Guldhammer ·
Hansen ·
Howard ·
Lewis ·
Martin ·
Monfort ·
Pinotti ·
Raboň ·
Renshaw ·
Reynés ·
Rogers ·
Roulston ·
Saramotins ·
Sieberg ·
Siwtsow ·
van Garderen ·
M. Velits ·
P. Velits
Albasini ·
Bak ·
Brammeier ·
Cavendish  ·
Degenkolb ·
Eisel ·
Fairly ·
Ghyselinck ·
Goss ·
Grabsch ·
Gretsch ·
Howard ·
Lewis ·
Martin   ·
Pate ·
Pinotti ·
Raboň ·
Rasmussen (tot 15/09) ·
Renshaw ·
Roulston ·
Siwtsow ·
Smukulis ·
van Garderen ·
M. Velits ·
P. Velits ·
Dempster (stagiair) ·
Norris (stagiair)
Barredo ·
Bol · 
Boom ·
Bos ·
Breschel ·
Brown ·
Clement ·
ten Dam ·
van Emden ·
Flens ·
Gárate ·
Gesink ·
Kelderman ·
Kruijswijk ·
Leezer ·
Martens ·
Matthews ·
Mollema ·
Niermann ·
Renshaw ·
Sánchez ·
Slagter ·
Tankink ·
Tjallingii ·
Vermeltfoort ·
van Winden · 
Wynants ·
Goos (stagiair)
Bobridge · 
Bol · 
Boom ·  
Bos · 
Brown · 
Clement · 
Flens · 
Gárate · 
Gesink · 
Goos ·  
Hofland · 
Kelderman · 
Kruijswijk · 
Leezer · 
Martens · 
Mollema · 
Nordhaug · 
Renshaw ·
Tankink · 
Tanner · 
ten Dam · 
Tjallingii ·  
van Emden · 
van Winden · 
Vanmarcke · 
Wagner · 
Wynants · 
Slik (stagiair)
Alaphilippe · Bakelants · Boonen · Brambilla · Cavendish · De Gendt · De Weert · Fenn · Gołaś · Keisse · Kwiatkowski  · Maes · Martin   · Meersman · Pauwels · Petacchi · Poels · Renshaw · Serry · Steegmans · Štybar · Terpstra · Trentin · Urán · Vakoč · Vandenbergh · Van Keirsbulck · M. Velits · Vermote · Verona
Alaphilippe · Boonen · Bouet · Brambilla · Cavendish · de la Cruz · Gołaś · Keisse · Kwiatkowski  · Lampaert · Maes · Martin · Meersman · Renshaw · Sabatini · Serry · Štybar · Terpstra · Trentin · Urán · Vakoč · Vandenbergh · Van Keirsbulck · M. Velits · Vermote · Verona · Wisniowski · Contreras (stagiair) · Gaviria (stagiair)
Antón · Berhane · Boasson Hagen · Bos · Brammeier · Cavendish · Cummings · Debesay · Dougall · Eisel · Farrar · Fraile · Haas · J.Janse van Rensburg · R.Janse van Rensburg · Jim · Kudus · Meyer · Niyonshuti · Pauwels · Reguigui · Renshaw · Sbaragli · Siwtsow · Teklehaimanot · Thomson · Venter · van Zyl · Eyob (stagiair) · Gebreigzabhier (stagiair) · Gibbons (stagiair)
Antón · Berhane · Boasson Hagen · Cavendish · Cummings · Debesay · Dougall · Eisel · Farrar · Fraile · Gibbons · Haas · J. Janse van Rensburg · R. Janse van Rensburg · King · Kudus · Morton · Niyonshuti · O'Connor · Pauwels · Reguigui · Renshaw · Sbaragli · Teklehaimanot · Thomson · Thwaites · Venter · van Zyl · Dlamini (stagiair) · Eyob (stagiair) · Gebreigzabhier (stagiair)
Antón · Berhane · Boasson Hagen · Cavendish · Cummings · Davies · Debesay · Dlamini · Dougall · Eisel · Gebreigzabhier · Gibbons · J. Janse van Rensburg · R. Janse van Rensburg · King · Kudus · Meintjes · Morton · O'Connor · Pauwels · Renshaw · Slagter · Thomson · Thwaites · Venter · Vermote · van Zyl
Bak · Boasson Hagen · Cavendish · Cummings · Davies · de Bod · Dlamini · Eisel · Gasparotto · Gebreigzabhier · Gibbons · J. Janse van Rensburg · R. Janse van Rensburg · King · Kreuziger · Mäder · Meintjes · Nizzolo · O'Connor · Renshaw · Slagter · Thomson · Tiller · Valgren · Venter · Vermote · Wyss